# Садырин, Павел Александрович

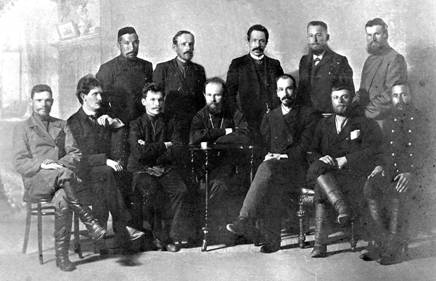
Члены государственной Думы Первого созыва от Вятской губернии. Слева — направо, сидят: С. Я. Тумбусов, В. С. Нечаев, П. Ф. Целоусов, о. Н. В. Огнёв, И. Н. Овчинников, И. О. Кузнецов, Е. П. Мамаев; стоят: Ш. Х. Хусаинов, Н. И. Бирюков, С. В. Ложкин, П. А. Садырин, В. С. Вихарев

Па́вел Алекса́ндрович Сады́рин (15 февраля 1877 — 16 сентября 1938) — депутат Государственной думы Российской империи I созыва от Вятской губернии.

## Биография
Родился в Гвоздевской волости Котельнического уезда Вятской губернии в крестьянской семье. Дед Филипп Ерофеевич Садырин (1819—1892) — известный в России крестьянин-опытник, участник губернских и всемирных выставок. В 1891 году П. А. Садырин поступил в Александровское вятское земское реальное училище, почти постоянно стипендиат Вятского губернского земства. В 1897 году окончил училище с отличием. В 1901 г. П. А. Садырин окончил Московский сельскохозяйственный институт и получил специальность агронома-техника. По окончании института служил в имении Александровых в селе Савали Малмыжского уезда Вятской губернии. Интересовался вопросами земского самоуправления. Выступает как журналист, в 1900 году в «Вятских губернских ведомостях» опубликовал статью «О взаимодействии губернских и уездных земств», позднее, в 1902, в качестве собственного корреспондента «Вятских губернских ведомостей» в Москве ещё две статьи «Земский периодический орган», «Взаимодействие губернского и уездных земств Московской губернии по содействию сельскому хозяйству».
Участвовал в работе Малмыжского сельскохозяйственного общества. Летом 1905 года на годичном собрании этого общества в числе других 50 его членов подписал обращение царю, в котором сообщалось о бедах крестьянского населения. После этого Садырин попал под пристальное наблюдение полиции. 3 августа 1905 г. жандарм, стражник Вахрушев сообщал, что на сельском сходе 20, 21 и 23 июля о дополнительной прирезке земли крестьянам от частных владельцев Александровых П. А. Садырин был «главный пострикатель». 19 января 1906 г. П. А. Садырин председательствует на собрании местной организации конституционно-демократической партии в здании Малмыжской уездной управы.

### Выборы в Государственную думу
П. А. Садырин активно проводит предвыборную кампанию. 5 марта 1906 года на Вахтинском сельском сходе Гвоздевской волости (Котельничский уезд) Садырин «произнёс… довольно пространную речь, в которой высказал, […] что в Государственную думу следует выбрать человека с образованием, дабы он мог давать возражения и министрам […]». Эти слова убедили крестьян, и Садырин был избран выборщиком. 30 марта, за день до избрания П. А. Садырина одним из 16 выборщиков на съезде уполномоченных от волостей в г. Котельниче, он организовал предвыборное собрание. На нём уполномоченные не только познакомились между собой, но и узнали программу кадета Садырина. Однако после выборов Садырин был обвинен крестьянином деревни Сенниковой Гвоздевской волости Мартыном Сенниковым в том, что подкупил волостной сход Вахтинского общества, выдав «25 рублей на угощение». Полиция выяснила, что по окончании сельского схода «Садырин высказал общественникам, что он и его братья не живут в деревне и натуральных повинностей не отбывают, поэтому, желая помочь обществу, он жертвует 25 рублей. […] Волостной старшина взял деньги […] для внесения в мирской капитал общества. Кроме того, Садырин дал односельчанам 5 рублей на покупку пожарных инструментов и сколько-то бедным родственникам. […] Во всех этих началах нельзя усмотреть подкупа».
Из 13 депутатов, избранных от Вятской губернии, 6 человек, включая Садырина, состояли во фракции кадетов, семь примкнули к «трудовикам».

### Работа в Думе
Депутат I Государственной Думы от Вятской губернии. Регулярно публиковал отчеты о деятельности Думы «Письма члена Государственной думы П. А. Садырина» в местной прессе (в «Вятской газете» под рубрикой «Из С.-Петербурга» — 30 апреля, 7, 16, 22 мая, 12 июня 1906, а также в «Вятском крае» (11, 14 и 20 мая), «Вятской жизни»). 25 мая 1906 г. в той же «Вятской газете» П. А. Садырин опубликовал «Открытое письмо крестьянам Вятской губернии». В нём говорилось «Между избранниками народа и самим народом должна существовать тесная связь. […] Желательно, если бы население делилось с депутатами своими взглядами и мыслями по вопросам государственного благоустройства и народного благосостояния» и был приведен петербургский адрес депутата.
12 июня Садырин опубликовал в «Вятской газете» второе «Открытое письмо крестьянам Вятской губернии». В ответ на множество прошений, писем и телеграмм с мест он писал: «В настоящее время Дума займётся […] разрешением земельного вопроса на самых широких общих основаниях […]. Я должен, по долгу совести, сообщить Вам, что не имею возможности внести ваши просьбы в Государственную думу, тем более не имею права разрешить эти вопросы личным содействием. Земельный вопрос в настоящее Думою обсуждается. Общие положения этой реформы будут разрешены, но детали, подробности в этом деле будут переданы местным комитетам, которые, вероятно, скоро будут образованы. Тогда ваши просьбы я передам в эти новые комитеты…».
Из «Письма» от 16 мая ясно, что депутат Садырин выступал против правительственного плана решения земельного вопроса путём переселения крестьян на казенные земли (в будущем «Столыпинская реформа»). «Такой взгляд на земельную реформу — писал Садырин — показывает полное непонимание того положения, которое переживает теперь Россия. Разве можно земельный голод нашего трудового крестьянства разрешить одним переселением и покупкою земли через крестьянский банк?».

### После роспуска Думы
10 июля 1906 года подписал «Выборгское воззвание». За «выборжцами», в том числе за Садыриным, был установлен постоянный надзор полиции. Полицейские донесения дают возможность подробно описать этот период жизни Садырина.
- «25 июля 1906 г. бывшие члены Государственной думы Иван Никифоров Овчинников и Павел Александров Садырин возвратились в Малмыж»;
- 31 июля Садырин проездом останавливался в Нолинске и «заходил в земскую управу для свидания со своими знакомыми, где к нему собрались бывшие на занятиях все служащие управы и случайно бывшие в управе учительницы. Садырин вёл с ними разговоры о действиях Государственной думы, о происходивших собраниях в Выборге, причём порицающим образом относился к действиям правительства и настаивал на распространении в народе и приведении в исполнение резолюции членов по поводу роспуска Думы — неуплаты налогов и непредставление солдат…»;
- «…из Котельнича выбыл в Вятку бывший член Государственной думы Садырин, служащий у коммерсанта П. И. Александрова в г. Малмыже»
- 9 августа из Вятки Садырин выехал в Малмыж, оттуда в Пермь;
- 20 августа возвратился в село Савали Малмыжского уезда"[4].

Многочисленные поездки Садырина связаны с попытками воплотить в жизнь «Выборгское воззвание».
Садырин осужден по ст. 129, ч. 1, п.п. 51 и 3 Уголовного Уложения.
2 сентября 1906 года он послал Н. А. Чарушину из Таганской тюрьмы (на бумаге со тюремным штемпелем) для его газеты «Вятская речь» шесть статей о кооперации.
Был знаком с Ф. И. Шаляпиным, обращался к нему с просьбой помочь газете Чарушина «Вятская речь».
Стал одним из учредителей и членом правления кооперативного Московского народного банка.
С 1916 года Садырин — член ЦК партии кадетов. Один из учредителей и преподавателей Народного университета им. А. Л. Шанявского. С марта 1917 по март 1918 годов возглавлял Земгор. 25 июня 1917 года избран гласным Московской городской думы по списку кадетской партии по новому избирательному закону. После закрытия здания думы большевиками заседания по инициативе Садырина проходили в университете имени Шанявского. Позднее в  1917 году вышел из партии Народной свободы (к.-д.).
В 1921 году был избран председателем Правления Сельскосоюза и назначен членом правления Госбанка РСФСР. В 1920-е гг. — член ВЦИК и ЦИК СССР, делегат III, IV и V Всесоюзных съездов Советов.

### Арест ОГПУ
В 1930—1932 проходил по делу так называемой «Трудовой крестьянской партии». На следствии Садырин говорил начальнику секретного управления ОГПУ Агранову:

Октябрьскую революцию я встретил, будучи членом партии Народной свободы и членом её ЦК, враждебно. Эмигрировать, значит жить вне своей страны, я не хотел, вступать в борьбу с советской властью, то есть принять участие в гражданской войне я считал нецелесообразным и бесполезным. Гражданская война углубляла дальнейшую разруху государства и в моём представлении открывала ворота для внешнего врага. Я решил остаться внутри страны, вместе с её народом устраивать новую жизнь.
По постановлению Коллегии ОГПУ от 23 июня 1931 года приговорён к высшей мере наказания (с заменой заключением в ИТЛ сроком на 10 лет) по делу «о контрреволюционной вредительской организации в сельскохозяйственной кооперации».

### Арест НКВД
Повторно арестован 2 января 1938 г. В момент ареста пенсионер, проживал в Москве. Приговорён к расстрелу Военной коллегии Верховного суда СССР 16 сентября 1938 года по обвинению в антисоветской агитации и участии в контр-революционной организации. Расстрелян в тот же день, похоронен на спецобъекте «Коммунарка».
Реабилитирован посмертно 24 мая 1963 года Военной коллегией Верховного суда СССР.

## Адреса
В октябре 1908 года — Москва, Волхонка, д. Котова, кв. 110.
В январе 1938 года — Москва, Коробейников пер., д. 26/20, кв. 4.

## Семья
Жена — Стефания Садырина